# Гецзю (місто)
Гецзю (кит. спр. 个旧市, піньїнь: Gèjiù Shì) — місто-повіт у південнокитайській провінції Юньнань, Хунхе-Хані-Їська автономна префектура.

## Географія
Гецзю розташовується на півдні Юньнань-Гуйчжоуського плато — висота понад 1000 метрів над рівнем моря нівелює спекотний клімат низьких широт.

### Клімат
Місто знаходиться у зоні, котра характеризується вологим субтропічним кліматом. Найтепліший місяць — червень із середньою температурою 19.9 °C (67.8 °F). Найхолодніший місяць — січень, із середньою температурою 8.9 °С (48 °F).
| Клімат Гецзю            | Клімат Гецзю | Клімат Гецзю | Клімат Гецзю | Клімат Гецзю | Клімат Гецзю | Клімат Гецзю | Клімат Гецзю | Клімат Гецзю | Клімат Гецзю | Клімат Гецзю | Клімат Гецзю | Клімат Гецзю | Клімат Гецзю |
| Показник                | Січ.         | Лют.         | Бер.         | Квіт.        | Трав.        | Черв.        | Лип.         | Серп.        | Вер.         | Жовт.        | Лист.        | Груд.        | Рік          |
| Середня температура, °C | 8,9          | 10,7         | 14           | 17,1         | 19,3         | 19,9         | 19,9         | 19,5         | 18,3         | 16           | 12,5         | 9,5          | 15,5         |
| Норма опадів, мм        | 19.2         | 25.1         | 34.3         | 68.7         | 137.8        | 196          | 252.6        | 247          | 155          | 94           | 55.1         | 22.7         | 1307.5       |
| Днів з опадами          | 7            | 6,3          | 6,8          | 11,1         | 15,3         | 20,2         | 23,5         | 23,9         | 18,2         | 14,5         | 9,9          | 7,5          | 164,2        |
| Вологість повітря, %    | 74.4         | 71           | 66.1         | 67.9         | 72.9         | 79.5         | 82.2         | 81.7         | 80.6         | 79.9         | 78.3         | 75.1         | 75.8         |
| ----------------------- | ------------ | ------------ | ------------ | ------------ | ------------ | ------------ | ------------ | ------------ | ------------ | ------------ | ------------ | ------------ | ------------ |
| Джерело: Weatherbase    |              |              |              |              |              |              |              |              |              |              |              |              |              |